# Lithuanian International 2022
Die Lithuanian International 2022 im Badminton fanden vom 9. bis zum 12. Juni 2022 in Panevėžys statt.

## Sieger und Platzierte
| Disziplin    | Gold                                        | Silber                                          | Bronze                                      |
| ------------ | ------------------------------------------- | ----------------------------------------------- | ------------------------------------------- |
| Herreneinzel | Syabda Perkasa Belawa                       | Alwi Farhan                                     | Jiří Král                                   |
| Herreneinzel | Syabda Perkasa Belawa                       | Alwi Farhan                                     | Lê Đức Phát                                 |
| Dameneinzel  | Aisyah Sativa Fatetani                      | Saifi Rizka Nurhidayah                          | Tasya Farahnailah                           |
| Dameneinzel  | Aisyah Sativa Fatetani                      | Saifi Rizka Nurhidayah                          | Mutiara Ayu Puspitasari                     |
| Herrendoppel | Muhammad Rayhan Nur Fadillah Rahmat Hidayat | Kenji Lovang Léo Rossi                          | Chow Hin Long Lui Chun Wai                  |
| Herrendoppel | Muhammad Rayhan Nur Fadillah Rahmat Hidayat | Kenji Lovang Léo Rossi                          | Mohamed Faris Kok Jia Cheng                 |
| Damendoppel  | Nethania Irawan Febi Setianingrum           | Sofy Al Mushira Asharunnisa Ridya Aulia Fatasya | Fu Chi Yan Leung Yuet Yee                   |
| Damendoppel  | Nethania Irawan Febi Setianingrum           | Sofy Al Mushira Asharunnisa Ridya Aulia Fatasya | Kasturi Radhakrishnan Venosha Radhakrishnan |
| Mixed        | Amri Syahnawi Winny Oktavina Kandow         | Lui Chun Wai Fu Chi Yan                         | Maël Cattoen Camille Pognante               |
| Mixed        | Amri Syahnawi Winny Oktavina Kandow         | Lui Chun Wai Fu Chi Yan                         | Enogat Roy Anna Tatranova                   |